# Шкала Гуттмана
Шкала Гуттмана (англ. Guttman scale/scalp gram) — измерительная шкала, принимающая за основу одномерность и то, что суждения в анкете иерархически связаны между собой. Данные шкалограмного анализа на основе ответов респондентов (в формате «да — нет») сопоставляются с данными теста или анкеты. Все, ответившие положительно по отношению к главному вопросу, будут расположены в начале шкалы, а отрицательно – в конце. Если одно из суждений опроса получает более 80% положительных или отрицательных ответов, оно выбрасывается.
Названа в честь социолога и статистика Луиса Гуттмана[en].

## История появления
Гуттман преследовал цель в построении однородных шкал с помощью кумулятивных (накопительных) высказываний. Он критиковал существующие шкалы за их «многомерность» и считал, что, если мы имеем ряд каких-то показателей, то в них наблюдается определенная последовательность. Шкалограммный анализ Гуттмана предполагал такой порядок расположения пунктов по шкале, чтобы, в зависимости от ответов, все опрошенные могли быть размещены на ней в один ряд. Это означает, что балл установки респондента однозначно отображается на шкале. Все отвечающие положительно на данный опрос размещаются в начале ряда, а отрицательно — в конце.

## Основные положения шкалы
Методика Гуттмана состоит из восьми этапов:
1. Подбор суждений. Исследователь априори выбирает суждения, относящиеся к установке людей на изучаемый объект или явление. Могут ли эти суждения образовать шкалу определяется экспертной проверкой. Требования к суждениям: наличие двух альтернативных ответов — только «да» или «нет»;  нацеленность на изучение какой-то одной специфической области; расположение по кумулятивной (накопительной) шкале, т.е. если респондент дал положительный ответ на первое суждение, то существует большая вероятность того, что на последующие он даст такие же.
2. Подбор экспертов.
3. Экспертная оценка предложенных суждений.
4. Обработка данных.
5. Проверка шкалы на воспроизводимость. Суждения считаются пригодными для шкалирования, если коэффициент воспроизводимости 0,85. Он характеризует степень приближенности к идеальной шкалограмме, в которой коэффициент воспроизводимости равен 1,00.
6. Отбор надежных суждений. Если коэффициент воспроизводимости меньше 0,85, тогда отбрасываются суждения, дающие много ошибочных ответов. Строится новая шкалограмма и высчитывается новый коэффициент воспроизводимости. Эта процедура повторяется до тех пор, пока не будут отобраны надежные и значимые суждения. Шкала с коэффициентом воспроизводимости не менее 0,85 готова.
7. Проведение опроса респондентов. При массовом опросе все суждения тасуются в беспорядке.
8. Математическая обработка полученных данных. Ранг каждого респондента определяется по сумме набранных им баллов, затем высчитывается среднеарифметический ранг данной категории обследованных, сравнивается с рангами других категорий. Например, ранги представителей различных профессий, демографических, этнических и прочих групп, провести корреляционный, факторный анализы и прочее. Среднестатистический ранг категории показывает общую установку этой группы людей на изучаемый объект или явление.[2]

Преимуществами шкалы считаются:
- одномерность шкалы исходит из строгих методов;
- измерение достаточно простое.

## Пример использования
Можно рассмотреть шкалу Гуттмана на примере построения шкалы для измерения социальных установок людей по поводу перехода на новую систему организации труда. В анкете представлены несколько суждений, в которых респонденты выбирают ответ «Согласен» или «Не согласен». За то или иное мнение даётся 1 балл. В примере ниже согласие в вариантах 1, 2, 5, 6 и несогласие в вариантах 3, 4, 7, 8 означает максимально благоприятное отношение в новой системе организации труда.
1. Новая система организации несомненно способствует повышению производительности труда.
Согласен (1) – Не согласен (0)
2. В целом эта система лучше той, что применялась прежде.
Согласен (1) – Не согласен (0)
3. Некоторые стороны новой системы организации плохо продуманы.
Согласен (0) – Не согласен (1)
4. Как и любая другая система организации, новая система имеет немало минусов.
Согласен (0) – Не согласен (1)
5. Новая система удачно сочетает материальное и моральное стимулирование работников.
Согласен (1) – Не согласен (0)
6. Доводы в пользу новой системы очень убедительны.
Согласен (1) – Не согласен (0)
7. В прежней системе было немало хорошего, что утрачено в новой организации.
Согласен (0) – Не согласен (1)
8. Преимущества новой системы организации совершенно не ясны.
Согласен (0) – Не согласен (1)

В идеальной шкале ответ на один из пунктов влечет за собой определенный ответ на следующий. То есть важно составить анкету так, чтобы ответы образовывали одномерный континуум.
Если каждый положительный для опрашивающего ответ даёт 1 балл, а отрицательный – 0, то сторонники идеи (в данном случае новой системы организации труда) получат по 8 баллов, а противники идеи – 0. Остальные расположатся на шкале в промежутке между ними, в зависимости от их ответов.

## Критика
Шкале Гуттмана адресован ряд серьезных критических замечаний, основной из которых — невозможность построения одномерной шкалы во многих случаях (например, при измерении художественных предпочтений). К недостаткам шкалы также относятся большие технические и теоретические трудности, связанные с ее построением. Кроме того, шкала может быть одномерной для одной группы индивидов и не быть таковой для другой.